# Ovitamon tomaculum
Ovitamon tomaculum is een krabbensoort uit de familie van de Potamidae. De wetenschappelijke naam van de soort is voor het eerst geldig gepubliceerd in 1992 door Ng & Takeda.